# Rolleboise
Rolleboise este o comună franceză situată în departamentul Yvelines din regiunea Île-de-France, la 10 km vest de Mantes-la-Jolie.

## Geografie

### Locație
Rolleboise este o comună situată pe malul Senei, amplasată pe malul stâng al fluviului în convexitatea unei meandre.

### Relief și geologie
Relieful din Rolleboise este extrem de variat. Câmpia se află pe malul Senei, iar apoi urmează o vale care permite accesul către un platou.
Comuna este împărțită, din punct de vedere geografic, în mai multe părți distincte, datorită topografiei sale:
- partea de jos a Rolleboise, de-a lungul fostei drum național 13 și a Senei, se află la o altitudine de 20 de metri.
- la jumătatea pantei, altitudinea este de 45 de metri.
- partea de sus a Rolleboise este la 65 de metri.
- extremitatea satului este la 80 de metri.
- punctul culminant al comunei atinge 123 de metri.

### Hidrografie
- Sena, insula Sablonnière.

### Clima
În 2010, clima din comuna Rolleboise era de tip oceanic al câmpiilor din Centru și de Nord, conform unui studiu a CNRS care se baza pe o serie de date care acoperă perioada 1971-2000. În 2020, Météo-France a publicat o tipologie a climei din Franța metropolitană în care comuna este expusă la un climat oceanic și se încadrează în regiunea climatică sud-vestică a bazinului parizian, caracterizată prin precipitații scăzute, în special în primăvară (120 până la 150 mm) și un iarnă rece (3,5 °C).
Pentru perioada 1971-2000, temperatura medie anuală este de 10,9 °C, cu o amplitudine termică anuală de 14,4 °C. Cantitatea medie anuală de precipitații este de 691 mm, cu 11 zile de precipitații în ianuarie și 7,8 zile în iulie. Pentru perioada 1991-2020, temperatura medie anuală observată la stația meteorologică cea mai apropiată, situată în comuna Magnanville la 11 km distanță în linie dreaptă, este de 11,6 °C, iar cantitatea medie anuală de precipitații este de 641,5 mm. Pentru viitor, parametrii climatici estimati pentru comuna Bonnières-sur-Seine pentru anul 2050, conform diferitelor scenarii de emisii de gaze cu efect de seră, pot fi consultati pe un site dedicat publicat de Météo-France în noiembrie 2022.

## Urbanism

### Tipologie
Rolleboise este o comună urbană, deoarece face parte din comunele dense sau cu densitate intermediară, conform grilei comunale de densitate a INSEE (Institutul Național de Statistică și Studii Economice). Aceasta face parte din unitatea urbană Bonnières-sur-Seine, o aglomerație intra-departamentală care cuprinde 7 comune și avea 14.602 locuitori în 2021, dintre care este comună suburbană.
De asemenea, comuna face parte din zona metropolitană a Parisului, fiind o comună din coroana metropolitană. Această zonă cuprinde 1.929 de comune.

### Utilizarea terenului simplificată
În 2017, teritoriul comunei era compus din 82,35% spații agricole, forestiere și naturale, 10,24% spații deschise artificiale și 7,42% spații construite.

## Toponimie

### Atestări vechi
Prima mențiune este Rolanis Busius în secolul al VIII-lea sau Rosbacium în 751, apoi numele satului este atestat în comitatul Madrie sub forma Rosbacio, apoi Bessa-Rollacrota. Găsim numele de Roilleboisse în secolul al XIII-lea, apoi Rolleboise începând cu secolul al XVII-lea.

### Etimologie
Conform vechilor monografii comunale, în special cea realizată de Paul Aubert, numele Rolleboise ar reprezenta o alterare a expresiei „rouler du bois” (a rula lemnul). Într-adevăr, în trecut, pantele erau aproape perpendiculare și tăietorii de lemne care exploatau pădurile de pe munte le rostogoleau de pe vârfuri pe malurile Senei pentru a le încărca pe plute și se contestă unele explicații tradiționale care susțin că numele Rolleboise provine dintr-un cuvânt celtic care ar însemna „munte împădurit” sau din numele lui Rollo Normandul. Cu toate acestea, niciuna dintre aceste explicații nu ia în considerare atestările vechi, astfel că, de exemplu, cuvântul „bois” ar trebui să apară neapărat sub forma sa franceză sau cel puțin sub forma sa latinizată „boscus”, cuvântul fiind atestat sub această formă în latină medievală în anul 704. De fapt, termenul francez „bois” derivă dintr-un etimon gallo-roman „BŎSCI”, însă nu există nicio urmă a acestui cuvânt în mențiunile vechi ale toponimului. În ceea ce privește verbul „rouler”, acesta nu corespunde nici el, deoarece ar trebui să existe o urmă în atestările vechi a unui radical „rëoll-”, „roel-”, „rouel-”, „ruel-” care este precis același cu cel al francezei vechi, ceea ce nu este cazul nici acesta. Acest tip de explicație bazat pe o asemănare vagă între o compoziție franceză ipotetică „*roule-bois” și forma modernă a toponimului Rolleboise, nu este clar de ce ar fi evoluat spre o formă mai opacă, atunci când reinterpretările de toponime („remotivări”) se fac pornind de la cuvinte ale căror sens s-a pierdut.
În schimb, toponimiștii și lingviștii, bazându-se pe formele vechi și pe regulile foneticii istorice, propun compusul vechiului bas franc *Rauzbaki, însemnând „pârâu cu stuf” în general latinizat în texte ca Rosbaci- sau Resbaci-. Acest tip de toponim germanic este format din elementele *rauz sau *raus(a) însemnând „stuf” (vezi goticul raus, cu același sens). A dat și vechiul francez ros și un diminutiv rosel, care a evoluat în franceza modernă ca roseau. Al doilea element este vechiul bas franc *baki însemnând „pârâu” (vezi germanul Bach, cu același sens, și neerlandezul beke). Cuvântul *baki a fost adaptat în gallo-roman ca BĀCIS, care a dat vechiul francez bais, cunoscut astăzi ca apelativ toponimic, în general sub forma terminației -bais (cu uneori scrieri alternative -baix, -bets, -bez).
La forma veche Rosbacium din 751 este foarte similară cu cea a lui Rebets (Seine-Maritime, Rosbacium 854), menționată aproximativ o sută de ani mai târziu. Cu toate acestea, spre deosebire de exemplul anterior, forma Rolleboise rezultă dintr-o feminizare. De fapt, terminația așteptată -bais a fost adesea înlocuită cu -baise, cum ar fi în cazul lui Otbaise (Belgia, 880), rieu de l'Hurbaise (Belgia, 1460). Apoi, formele în -baise și în -boise (precum Française / Françoise) au alternat, cu cea de-a doua opțiune impunându-se în cele din urmă. Din punct de vedere fonetic, aceasta reprezintă o regresie falsă de la -aise sau, cel mai probabil, o influență a labialei. Originea alterării de la Ros- la Rolle- nu este explicată.
Nu există niciun pârâu în Rolleboise, dar denumirea ar fi trebuit să indice un mic pârâu, afluent al Senei, care astăzi a dispărut. Acest fenomen este frecvent în regiunile unde subsolul este calcaros.
Există o omofonie cu Robecq (Rosbeccam 1104), Roubaix (Rosbays 1122), Rebets (Rosbacium 854), Rebecq (Belgia, Rosbacem 877), etc.

## Istorie
Site-ul de la Rolleboise a fost locuit încă din Paleoliticul inferior. Au fost descoperite numeroase obiecte precum silexuri, pietre cioplite și alte obiecte preistorice. Colectarea unei cantități foarte mari de silex cioplit de tipul musteriene indică faptul că la acest site exista, la acea vreme, un atelier de cioplire a silexului.
Rolleboise a fost evanghelizat de către sfântul Nicaise, apostolul Vexinului, care a petrecut un an la Mousseaux.
În anul 750, Pepin cel Scurt a acordat mănăstirii Saint-Denis bunuri situate la Robascio.
Fiind situat pe malurile Senei, Rolleboise a suferit de mai multe ori invazii normande, în special în 861, când acestea au devastat complet regiunea.
În 1177, Ludovic al VII-lea confirmă donațiile făcute de Childebert al IV-lea către abația Saint-Wandrille, constând în Marcoussis, Boncourt, Rosny, Rolleboise, Chauffour, Villette și liberul tranzit pe Sena.
La Rusaliile din 1269, registrul Olim menționează un conflict între "Jeanne doamna de Roulleboise și Amaury de Meullent".
În timpul celei de-a șaptea cruciade, în 1250, regele Ludovic al IX-lea a fost luat prizonier de către Ayyubizii lui Baibars I în bătălia de la Fariskur. Pentru a plăti răscumpărarea regelui, stăpânul de Rolleboise, Jacques de Trie, a cumpărat, în numele regelui, 120 de acrii de pădure în pădurea Arthies.
În timpul Războiului de 100 de Ani, în octombrie 1363, castelul Rolleboise a fost capturat și apoi ocupat de către liderul de companii John Jouel în slujba lui Eduard al III-lea al Angliei. În 1364, el a transferat comanda unuia dintre locotenenții săi, numit Wauter Straël, sau Wautaire Austrade, un scutier, care a jefuit regiunea și a jefuit navele între Mantes și Rouen. Acest mercenar care acționa pentru propria sa cauză, a jefuit atât posesiunile regelui Navarrei, cât și ale regelui Franței sau ale regelui Angliei. După un asediu și mai multe asalturi eșuate conduse de Bertrand Du Guesclin, Wauter Straël a fost de acord să predea fortificația contra unei sume mari de bani.
În cursul lunii mai 1365, Carol al V-lea a ordonat să fie demolat.
Fortăreața consta dintr-un turn foarte înalt. Păreții săi, de nouă picioare grosime, construiți din materiale deosebit de dure și rezistente, au dat multe bătăi de cap celor care încercau să-i demoleze.
Biserica Saint-Michel, construită în secolul al XV-lea și reconstruită în secolul al XVII-lea, era atunci o dependență a abației Saint-Wandrille.
În secolul al XVII-lea, construcția unui drum regal care lega Parisul de Évreux a permis satului să prospere. Rolleboise a văzut apariția unor hanuri, stații de serviciu pentru căruțe, diligențe și nave fluviale. La 2 septembrie 1674, a avut loc botezul lui Jeanne Catherine, clopotul principal al bisericii din Rolleboise. A fost naș Charles de Montgros, stăpânul de Rolleboise și de Flicourt, iar nașă a fost Jeanne Catherine Dantecourt, soția lui Paul Fancrel, procuror la Châtelet de Paris.
La acea vreme, Rolleboise era subordonat Seneșalatului Magny și generalității Rouen.
În 1770, arhivele indică faptul că în Rolleboise existau 1 foc privilegiat și 67 de focuri supuse impozitului.
În 1789, în timpul Revoluției Franceze, Rolleboise, care era compusă atunci din 101 focuri, și-a emis lista de 23 de plângeri, care cereau printre altele:
- anularea și revocarea impozitelor regale, feudale și ecleziastice pentru a fi înlocuite cu impozite noi stabilite fără diferențiere între categorii pentru contribuție.
- libertatea personală a cetățenilor prin abolirea ordinelor de arest și a încorporării forțate, extrase prin tragere la sorți.
- libertatea presei.
- ca nimeni să nu poată fi privat de ceea ce îi aparține fără compensație la cel mai înalt preț.
- găsirea modalităților de a face ca banii proveniți din diferitele impozite să ajungă direct în mâinile regelui.
- ca reprezentarea celui de-al treilea stat să fie cel puțin egală cu cea a clerului și a nobilimii reunite.

În Stările Generale, comuna este reprezentată pentru cler de către Denis Hollanger, preotul din Rolleboise, care își cedează locul lui Pierre-Charles Barreau, preotul din Freneuse, și pentru starea a treia de către Pierre Noël cel tânăr, fermier la La Galiote, și François Deschamps, brutar. Doar acesta din urmă va reprezenta comuna în calitate de delegat la seneșalul din Magny și la adunarea de la Chaumont.
La Galiote, o barcă cu aburi, lega Rolleboise de Poissy la începutul secolului al XIX-lea. Transporta indiferent călători și mărfuri și era foarte folosită. Avea 89 de locuri, dintre care 40 în salonul său. Era trasă de patru cai, care erau schimbați la releuul stabilit la Rangiport, un cătun din Gargenville. Un decret prefectoral datat 13 mai 1809 stabilea: "Plecare din Rolleboise la ora 8 seara, sosire în Poissy a doua zi la ora 5 dimineața". Pentru călătoria dus, erau necesare 9 ore pentru a parcurge traseul, dar pentru întoarcere erau suficiente doar 5 ore. Această diferență se datora curentului pe care trebuia să-l înfrunte în urcare, întunericului nopții și proastei întrețineri a drumului de tractare.
În timpul Directoratului, o hotărâre din 6 nivôse an VII indică: „Auzind raportul ministrului poliției generale și văzând informațiile prezentate în legătură cu numiții Hodanger, preotul din Rolleboise, Benjamin Fouet vicar de la Freneuse, Roi fost preot la Amenucourt și Dégouville fost preot la Vétheuil. Luând în considerare că prezența acestor clerici este un motiv de tulburări în cantonul La Roche-Guyon, că îi fanaticizează pe locuitorii din locuințele lor, că prin manevrele și discursurile lor sedițioase îndeamnă poporul să se îndepărteze de instituțiile republicane și că își oferă sprijinul susținându-i pe regaliști și pe anarhiștii care se agită în cantonul La Roche-Guyon, se dispune deportarea lor.”
- Hodanger, preotul din Rolleboise, va fi deportat la 6 nivôse an VII pentru „a arunca în iad un preot care celebrează cultul duminica și se agită pentru următoarele alegeri.”[47]
- Benjamin Fouet, vicarul din Freneuse, va fi deportat la 6 nivôse an VII pentru „a arunca în iad un preot care celebrează cultul duminica și se agită pentru a conduce următoarele alegeri.”[47]
- Roi, preotul din Amenucourt, va fi deportat la 6 nivôse an VII pentru „a arunca în iad un preot care celebrează cultul duminica și se agită pentru a conduce următoarele alegeri.”[47]
- Degouville, preotul din Vétheuil, va fi deportat la 6 nivôse an VII pentru „a arunca în iad un preot care celebrează cultul duminica și se agită pentru a conduce următoarele alegeri.”[47]

Comuna nu a suferit prea mult în timpul campaniei din Franța din 1814. A trebuit doar să găzduiască diferite detașamente ale armatelor aliate, precum și în timpul invaziei Franței din 1815.
William Turner, pictor englez, reprezintă malurile Senei în anul 1833 într-o acuarelă intitulată „Priveliște asupra Senei între Mantes și Vernon (Rolleboise pe drumul către Bonnières)”. Aceasta face parte din seria sa „Wanderings by the Seine” („Rătăciri pe lângă Sena”) și este expusă la Tate Britain din Londra.
În 1841 a început construcția căii ferate de la Paris la Rouen, precum și a tunelului de la Rolleboise. După 21 de luni de lucru și un cost de patru milioane de franci, tunelul a fost deschis circulației la 3 mai 1843. Populația, temându-se pentru prosperitatea Rolleboise și a comunelor învecinate, a fost în disensiune cu construcția tunelului și a căii ferate. Trupele au fost trimise la Bonnières, Freneuse și Rolleboise pentru a asigura securitatea muncitorilor de pe șantierul căii ferate. În 1845, toți proprietarii de hanuri, conducătorii de dilijențe, căruțașii, proprietarii de stații de schimb, etc. au fost nevoiți să-și închidă localurile sau să-și părăsească postul sau locul de muncă.
În revista sa satirică „Les Guêpes” din august 1845, Jean-Baptiste Alphonse Karr menționează despre tunelul de la Rolleboise: „Tunelul de la Rolleboise, prin intermediul căruia se trece trei sferturi de leghe sub pământ, a fost prost construit inițial și bolta lasă să cadă câteva pietre de la o înălțime mare și ar putea risca să ucidă pe cei care nu vor să plătească 16 franci sau cel puțin 13 franci, fiind în vagoanele descoperite (vagoanele de clasa a treia)... Când convoiul ajunge la Bonnières de o parte sau la Rolleboise de cealaltă, se oprește și se face trecerea pasagerilor din clasa a treia în vagoanele acoperite... O, umanitate! După aceea, sunt îndemnați să se întoarcă la locurile lor, unde nu vor mai fi expuși decât la ploaie, vânt, scântei de la locomotive și pleurezii.”
În timpul Revoluției, la 23 februarie 1848, un grup format din foști comercianți, proprietari de hanuri, tâmplari de bărci, grajdari și femei au incendiat chioșcurile gardienilor de la calea ferată, au smuls două șine de 4,80 de metri de la intrarea în tunel și, trecând prin tunel, rebelii au capturat vagonul regal, care era depozitat la Bonnières, l-au incendiat și l-au împins înapoi în depozit distrugându-l complet, fără să fie opriți de către gardienii naționali. A doua zi, parchetul din Mantes a desfășurat o anchetă care a dus la arestarea unor vinovați.
În timpul Războiului din 1870, și mai ales în timpul asediului Parisului, germanii nu au rămas în comuna Rolleboise. Cu toate acestea, Rolleboise, la fel ca toate comunele din cantonul Bonnières, a fost rechiziționată pentru furnizarea de ovăz, animale și diverse contribuții extraordinare, în special la data de 4 octombrie 1870.
Pe 20 august 1944, armata americană, care a debarcat în Normandia în luna iunie a aceluiași an, traversează Sena la Rolleboise.

## Organe administrative și judiciare

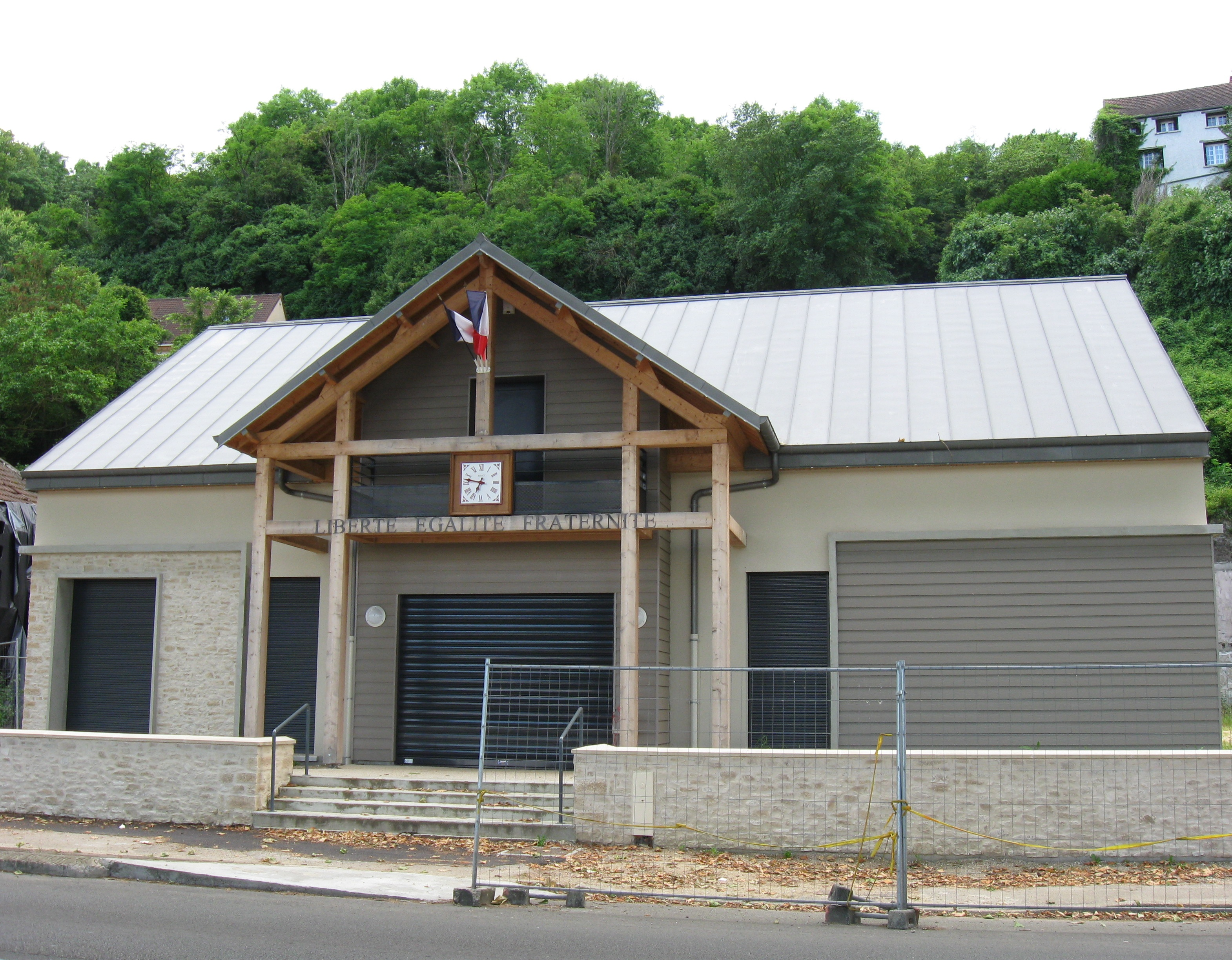
Primăria.

Comuna Rolleboise face parte din cantonul Bonnières-sur-Seine și din comunitatea urbană Grand Paris Seine et Oise.
În ceea ce privește aspectul electoral, comuna este asociată cu a noua circumscripție electorală din Yvelines, o circumscripție cu dominanță rurală în nord-vestul departamentului Yvelines.
Pe plan judiciar, Rolleboise face parte din jurisdicția instanței din Mantes-la-Jolie și, ca toate comunele din Yvelines, se supune tribunalului judiciar și tribunalului comercial din Versailles.

## Populația și societatea

### Date demografice

#### Evoluția demografică
Evoluția numărului de locuitori este cunoscută prin recensămintele populației efectuate în comuna respectivă începând din 1793. Pentru comunele cu mai puțin de 10 000 de locuitori, un recensământ al întregii populații este realizat la fiecare cinci ani, populațiile legale pentru anii intermediari fiind estimate prin interpolare sau extrapolare. Pentru comuna respectivă, primul recensământ exhaustiv în cadrul noului dispozitiv a fost realizat în 2004.
În 2021, comuna număra 356 locuitori, în scădere cu 11,44% față de 2015 (Yvelines: +2,04%, Franța fără Mayotte: +1,84%).
| An        | 1793 | 1821 | 1841 | 1856 | 1872 | 1886 | 1901 | 1921 | 1936 | 1962 | 1982 | 2006 | 2013 | 2021 |
| --------- | ---- | ---- | ---- | ---- | ---- | ---- | ---- | ---- | ---- | ---- | ---- | ---- | ---- | ---- |
| Populație | 333  | 412  | 418  | 293  | 248  | 360  | 321  | 242  | 320  | 403  | 371  | 407  | 398  | 356  |

#### Piramida vârstei
În 2018, rata persoanelor sub vârsta de 30 de ani era de 29,5%, mai mică decât media pe departament (38%). În schimb, rata persoanelor cu vârsta peste 60 de ani era de 25,9% în acel an, în timp ce media pe departament era de 21,7%.
În 2018, în comună erau înregistrți 197 bărbați și 189 femei, ceea ce reprezintă un procent de 51,04% bărbați, mult peste media pe departament (48,68%).

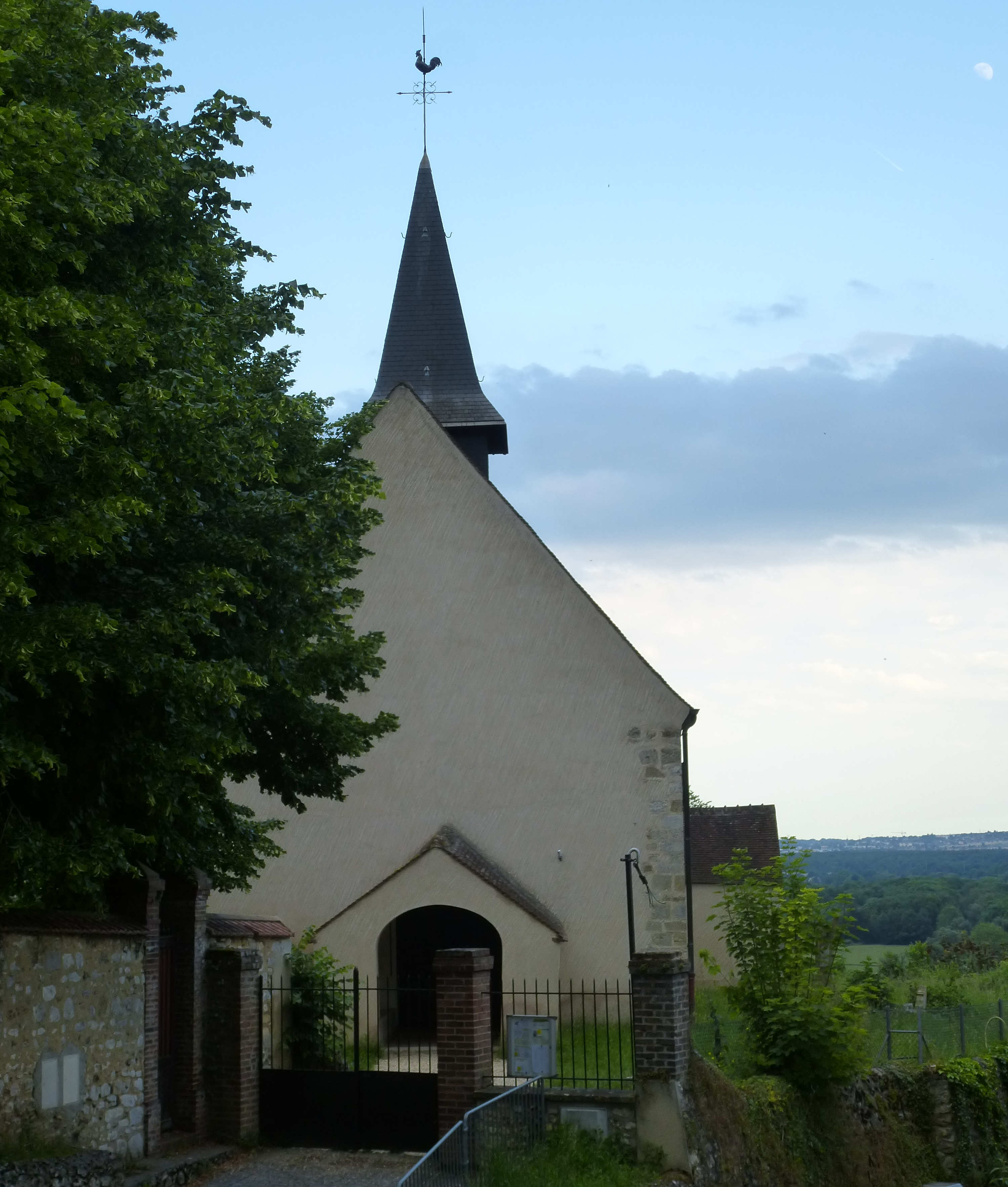
Biserica Saint-Michel.

## Cultura și patrimoniul local

### Locuri si monumente
- Biserica dedicată Sfântului Mihail, construită în partea de sus a satului, dominând valea râului Sena.

### Personalități
- Sculptorul și aventurierul Herbert Ward (născut în Londra în 1863 și decedat în Neuilly-sur-Seine în 1919) a locuit și a lucrat acolo. A participat la expediția de salvare a lui Emin Pacha[62].
- Pictorul Maximilien Luce a locuit și a lucrat acolo. El și fiul său, pictorul Frédéric Luce, sunt îngropați în cimitirul satului.
- Pictorii Daniel Ridgway Knight și fiul său, Louis Aston Knight, au locuit și au lucrat acolo.